# Last Kiss (chanson)
Pour les articles homonymes, voir Last Kiss.
Last Kiss est une chanson de Wayne Cochran (en) sortie en 1961. Elle a été reprise par J. Frank Wilson and the Cavaliers (en) en 1964 ainsi que par Pearl Jam en 1998.

## Pearl Jam
Pearl Jam la reprend en 1998, offerte gratuitement aux membres de leur « fan club » pour Noël avec la reprise Soldier of Love (Lay Down Your Arms) en face B. La demande est telle qu'il est publié dans le commerce le 8 juin 1999 et Last Kiss atteint la seconde position du palmarès Billboard. Entre-temps, ces deux chansons sont offertes pour leur inclusion dans l'album caritatif No Boundaries: A Benefit for the Kosovar Refugees (en).